# Denbighshire
Denbighshire (walisisk: Sir Ddinbych) er et hovedområde i det nordøstlige Wales. Dets grænser afviger fra det historiske county af samme navn, og grænser op til Gwynedd, Conwy, Flintshire, Wrexham og Powys.
Mod nord ligger det til havet, og mod øst, syd og vest er der bakker. Floden Clwyd følger en bred dal med lidt industri; i Vale of Clwyd er der landbrug, og i højlandet holdes der kvæg og får.
Ifølge folketællingen fra 2001 havde Denbighshire 93.065 indbyggere og 93.734 i 2011. De største byer ligger ud til kysten og er Rhyl (ca. 25.000 indbyggere i 2001) og Prestatyn (ca. 18.000 indbyggere i 2001). Ifølge folketællingen i 2011 kunne 24,6 tale walisisk.
Denne del af Wales indeholder landets ældste kendte eksempel på menneskelig bosættelse – Bontnewydd-hulen, hvor der er fundet rester af neandertalere fra omkring 225.000 år siden. Blandt Denbigshires borge er Denbigh, Rhuddlan, Ruthin, Castell Dinas Bran og Bodelwyddan. St Asaph, en af Storbritanniens mindste byer (cities) har en af de mindste anglikanske katedraler.
Kysten tiltrækker turister i sommermånederne, og vandreruter i Clwydian Range og dele af Clwydian Range and Dee Valley Area of Outstanding Natural Beauty tiltrækker også mange. Hvert år i juli afholdes musikfestivalen Llangollen International Musical Eisteddfod.
Langollen Canal forbinder byen Llangollen med Hurleston i det sydlige Cheshire.